# Латимер (округ)
Округ Латимер (англ. Latimer County) располагается в штате Оклахома, США. Официально образован в 1907 году. По состоянию на 2013 год, численность населения составляла 10 775 человек.

## География
По данным Бюро переписи США, общая площадь округа равняется 1888 км2, из которых 1870 км2 суша и 18 км2 или 0,950 % это водоемы.

## Население
По данным переписи населения 2000 года в округе проживает 10 692 жителей в составе 3 951 домашних хозяйств и 2 868 семей. Плотность населения составляет 6,00 человек на км2. На территории округа насчитывается 4 709 жилых строений, при плотности застройки около 3,00-ти строений на км2. Расовый состав населения: белые — 73,01 %, афроамериканцы — 0,96 %, коренные американцы (индейцы) — 19,42 %, азиаты — 0,18 %, гавайцы — 0,01 %, представители других рас — 0,51 %, представители двух или более рас — 5,91 %. Испаноязычные составляли 1,53 % населения независимо от расы.
В составе 32,20 % из общего числа домашних хозяйств проживают дети в возрасте до 18 лет, 56,90 % домашних хозяйств представляют собой супружеские пары проживающие вместе, 11,50 % домашних хозяйств представляют собой одиноких женщин без супруга, 27,40 % домашних хозяйств не имеют отношения к семьям, 24,90 % домашних хозяйств состоят из одного человека, 12,30 % домашних хозяйств состоят из престарелых (65 лет и старше), проживающих в одиночестве. Средний размер домашнего хозяйства составляет 2,54 человека, и средний размер семьи 3,00 человека.
Возрастной состав округа: 25,70 % моложе 18 лет, 11,40 % от 18 до 24, 24,20 % от 25 до 44, 22,50 % от 45 до 64 и 22,50 % от 65 и старше. Средний возраст жителя округа 37 лет. На каждые 100 женщин приходится 97,50 мужчин. На каждые 100 женщин старше 18 лет приходится 94,70 мужчин.
Средний доход на домохозяйство в округе составлял 23 962 USD, на семью — 29 661 USD. Среднестатистический заработок мужчины был 27 449 USD против 19 577 USD для женщины. Доход на душу населения составлял 12 842 USD. Около 19,00 % семей и 22,70 % общего населения находились ниже черты бедности, в том числе — 30,70 % молодежи (тех, кому ещё не исполнилось 18 лет) и 16,40 % тех, кому было уже больше 65 лет.